# Бранка Богданов
Бранка Богданов (Ниш, 2. септембар 1946) српски је редитељ, сценариста, продуцент, филмски и видео кустос.

## Биографија
Завршила је Другу београдску гимназију, а затим Академију за позориште, филм, радио и телевизију, одсек позоришне и телевизијске режије, 1969. године.

### Стваралаштво
Од 1969. до 1989. године режирала је низ телевизијских емисија за које је добила највиша признања. 
Телевизијску серију од десет епизода „Мушки род - женски род” критика је оценила као нашу прву феминистичку серију, која је отворила полемику о месту жене у савременом друштву. 
Режирала је југословенску ТВ комедију „Пролеће живота”, која је емитована 1981. године.
Документарно-играна југословенска серија „Знамените жене српске прошлости”, снимљена 1986. године, по њеној идеји, сценарију и режији, која је приближила гледаоцима животе жена из српске прошлости. Једна је од највише репризираних емисија Телевизије Београд. 
Режирала је преко стотину емисија дечије ТВ серије „Коцка, коцка, коцкица”, која је емитована од 1974. до 1993. године, и више од двеста културно-образовних, научних, дечијих и играних емисија.
Од 1989. године ради на Институту за савремену уметност (енгл. The Institute of Contemporary Art) у Бостону, као директор одељења за филм и видео. Убрзо започиње рад на документарним филмовима о ликовним уметницима. До 2014. године била је сценариста, редитељ и продуцент бројних документарних филмова о најистакнутијим светским визуелним ствараоцима укључујући Ани Либовић, Вилијам Вегман, Рејчел Вајтрид, Олафур Елиасон и другима. 
Режирала је и филмове о значајним савременим ликовним правцима као што су „Ситуационистичка интернационала” (енгл. Situationist International); дводелни документарни филм „Између пролећа и лета: Совјетска концептуална уметност у ери касног комунизма” (енгл. Between Spring and Summer: Soviet Conceptual At in the Era of Late Communism) и „Срце које крвари” (енгл. The Bleeding hear) .
На међународном фестивалу филмова о уметности у Напуљу,  приказани су филмови: Томас Хиршхорн: утопиа, утопиа (енгл. Thomas Hirschhorn: Utopia, Utopia) (2005); Настајање новог музеја савремене уметности „ИЦА” (енгл. The Making of the New ICA) (2008); Дамиан Ортега: Уради сам (енгл. Damian Ortega: Do It Yourself); и Аниш Капор: Поетска лабораторија (енгл. Anish Kapoor: Poetic Laboratory) (2009); Својим речима: Марлена Дима и Ринеке Дајкстра (енгл. In their Own Words: Marlene Dumas and Rineke Dijkstra) (2010). 
Последњи пројекат, из 2021. године, је документарни филм у америчкој продукцији под насловом „Небо над планином Голија” (енгл. Sky on Mt. Golija), сценаристе и редитеља Александра Лечића, у коме је консултант пројекта и супервизор текста. 
Живи и ради у Бостону. Директор је филма и видео продукције на Институту за савремену уметност.

### Награде
За епизоду из серије „Мушки род - женски род” добила је међународну награду за режију у Милану 1979. године. 
За емисију о Надежди Петровић из серије „Знамените жене српске прошлости”, приказаној на Трећем међународном фестивалу жена редитеља у Лос Анђелесу, 1989. године, награђена је за идеју и режију, 
Добијала је низ награда на Међународном фестивалу филмова о уметности у Монтреалу (1993, 1994, 1995, 2003. и 2004). 